# Alseis yucatanensis
Alseis yucatanensis är en måreväxtart som beskrevs av Paul Carpenter Standley. Alseis yucatanensis ingår i släktet Alseis och familjen måreväxter. Inga underarter finns listade i Catalogue of Life.